# Centraal Aksiekomitee Rijnmond

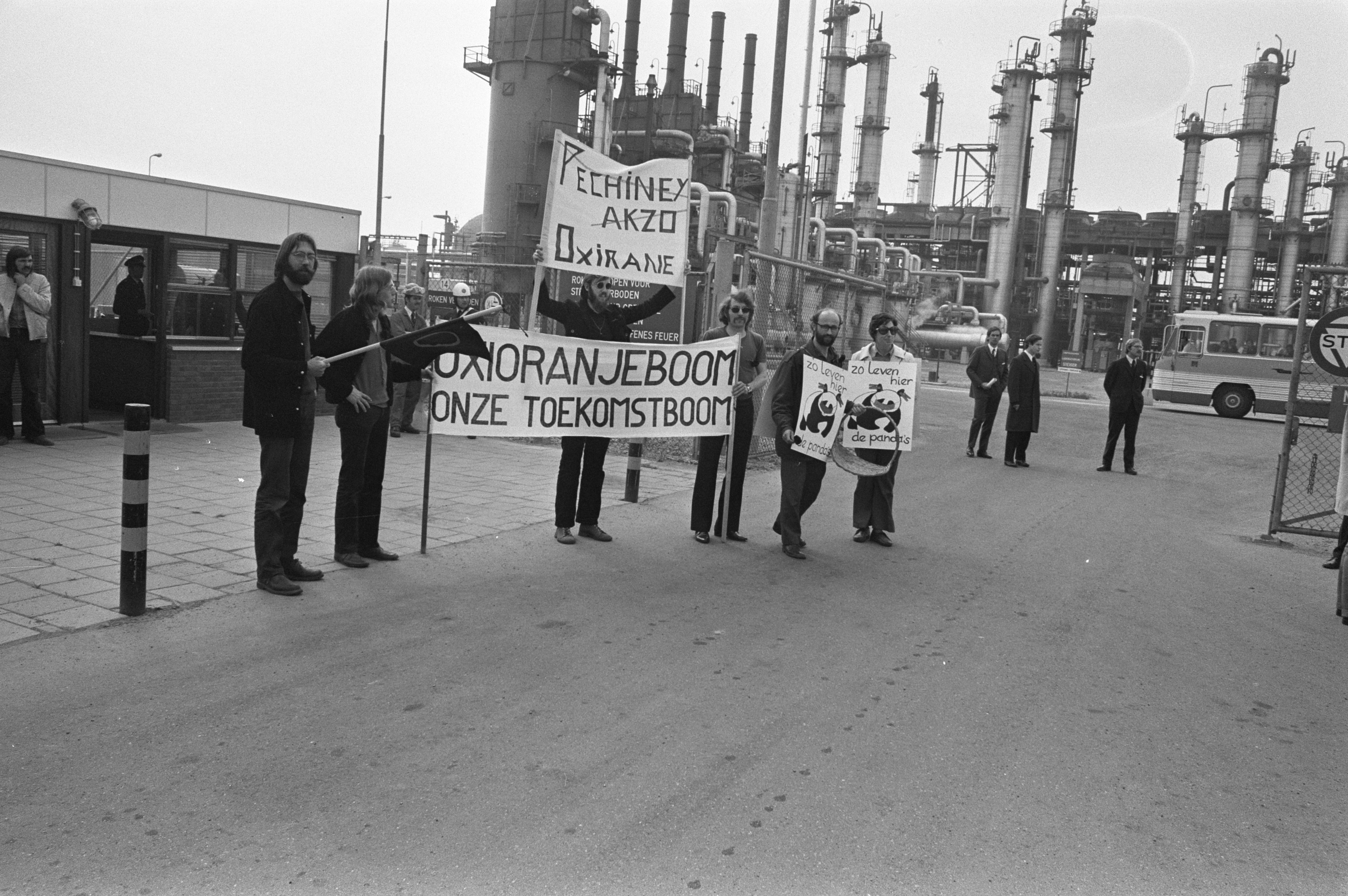
Protest bij de opening van chemiefabriek Oxirane Chemie Nederland te Rotterdam met enkele CAR-leden, 8 mei 1972.

Het Centraal Aksiekomitee Rijnmond was een actiecomité in het Rijnmondgebied dat zich inzette tegen milieuverontreiniging, in het bijzonder door de industrie. Het comité bestond tussen 1970 en 1973.

## Oprichting en organisatie
Het Centraal Aksiekomitee Rijnmond (CAR) werd in 1970 opgericht door onder meer de Vlaardingse kunstenaar Remi Poppe en de aan het jongerencentrum De Toverbal in Maassluis verbonden Dick de Pagter. Ook andere kunstenaars waren actief binnen het CAR, en daarnaast onder meer onderwijzers, scholieren en wetenschappers. Doel was om de bevolking bewust te maken van de milieuverontreiniging, contacten te leggen tussen verontruste burgers en het protest tegen milieuverontreiniging vorm te geven. Het CAR fungeerde als het actiecomité van de Stichting Leefbare Delta, een samenwerkingsverband van 27 organisaties in Zuid-Holland met als voorzitter prof. ir H. Pouderoyen. Tot de stichting behoorden onder meer natuurorganisaties, recreatieorganisaties en de politieke partijen PSP, PvdA, CPN, SGP en KVP. Het CAR bestond uit enkele autonome afdelingen, in Vlaardingen, Maassluis, Voorne-Putten, Heenvliet-Geervliet, Rotterdam en Schiedam.

## Activiteiten en successen
Het CAR richtte zich vooral op het mobiliseren en informeren van de bevolking, via demonstraties, het blad de Gifkikker, plaatselijke standjes en protestbijeenkomsten, bijvoorbeeld tegen de komst van de Hoogovens op de Maasvlakte. Daarbij werd fel stelling genomen tegen het overheidsbeleid en de daarvoor verantwoordelijke bestuurders, onder wie burgemeester van Rotterdam Wim Thomassen. Zo werd het stadhuis besmeurd met chemisch afval. Ook riep men op tot een boycot van de in de ogen van het CAR weinig effectieve Meldkamer Rijnmond (later DCMR Milieudienst Rijnmond) en van de onrechtvaardig geachte zuiveringsheffing. Door contacten met werknemers in de chemische industrie en wetenschappers slaagde het comité erin de industriële vervuilingspraktijken en de schadelijkheid daarvan aan de kaak te stellen. Demonstraties waren er tegen de Hoogovens maar verder bijvoorbeeld tegen het Vlaardingse bedrijf ENCK en het Rotterdamse bedrijf Oxirane (zie foto). Ook keerde het CAR zich tegen uitbreiding van kernenergie.
Als een van de grootste successen geldt het tegenhouden van de vestiging van Hoogovens in het Rijnmondgebied. Daarbij werd nauw samengewerkt met andere actiegroepen in het Rijnmondgebied zoals de Vereniging tegen luchtverontreiniging in en om het Nieuwe Waterweggebied (uit 1963), het actiecomité Schone Randstad Zuid (uit 1970) en de Vlaardingse scholierencomités Actiegroep Leefbaarheid Vlaardingse Scholieren (uit 1970) en Aksiekomitee Casimir (van 1970).

## MAN
Veel aanhangers en activisten van het CAR hadden sympathie voor links-progressieve politieke partijen. De combinatie van acties tegen milieuverontreiniging met arbeidersstrijd was bijzonder. Deze oriëntatie en de ambitie het strijdterrein te verbreden leidden in 1973 tot de oprichting van het Milieu Aktiecentrum Nederland (MAN), dat nauw aan de Socialistiese Partij gelieerd was. Het CAR verdween daarmee. Sommige activisten van het CAR hadden er moeite mee dat het CAR een soms zeer explicite antikapitalistische koers voer en richtten een echt a-politieke beweging op, de Bond van Leefbaarheidsverenigingen. Deze had echter niet veel succes.

## Bron
- Boender, C.J.B. (1985), Milieuprotest in Rijnmond, Sijthoff, Rijswijk.